# 普标彝语
普标彝语(自称：ma33 zɑ53)是中国一种由彝族使用的缅彝语群语言。
普标彝语在富宁县木央镇普阳村孟梅(普标彝语：qʰa33 le55)由约50人使用。普标彝语有普标语底层，这个地区的原住民使用普标语(Hsiu 2014:68-69)。普标彝语展现出仡央语群句法常见的环缀否定。